# کانتون پوساوینا
استان پوساوینا (به لاتین: Posavina Canton) یک استان در بوسنی و هرزگوین است که در فدراسیون بوسنی و هرزگوین واقع شده‌است.
مساحت این استان ۳۲۵ کیلومترمربع و جمعیت آن در سال ۲۰۱۳ میلادی ۴۸٬۰۸۹ نفر بوده است.